# Монфорте-Сан-Джорджо
Монфорте-Сан-Джорджо (итал. Monforte San Giorgio) — коммуна в Италии, располагается в регионе Сицилия, подчиняется административному центру Мессина.
Население составляет 3087 человек, плотность населения составляет 96 чел./км². Занимает площадь 32 км². Почтовый индекс — 98041. Телефонный код — 090.
Покровителем коммуны почитается святой Георгий, празднование 23 апреля.